# Ernst Günther Burggaller

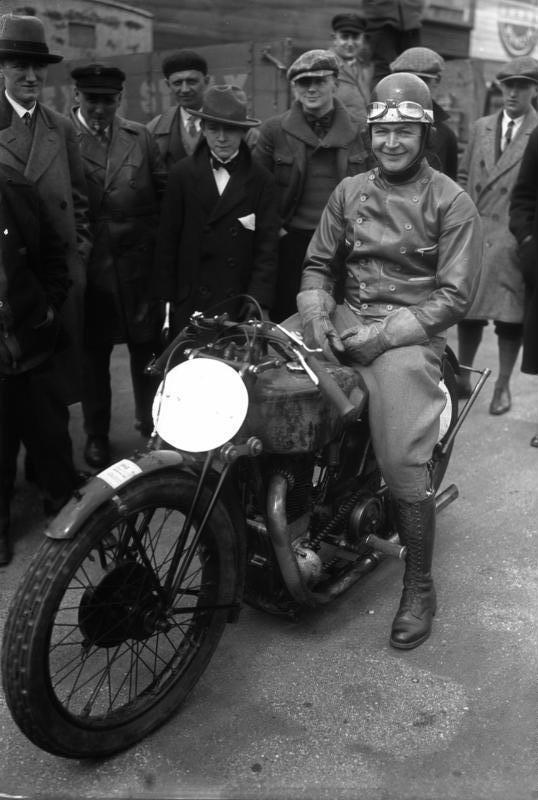
Ernst Günther Burggaller 1925 auf einer Standard

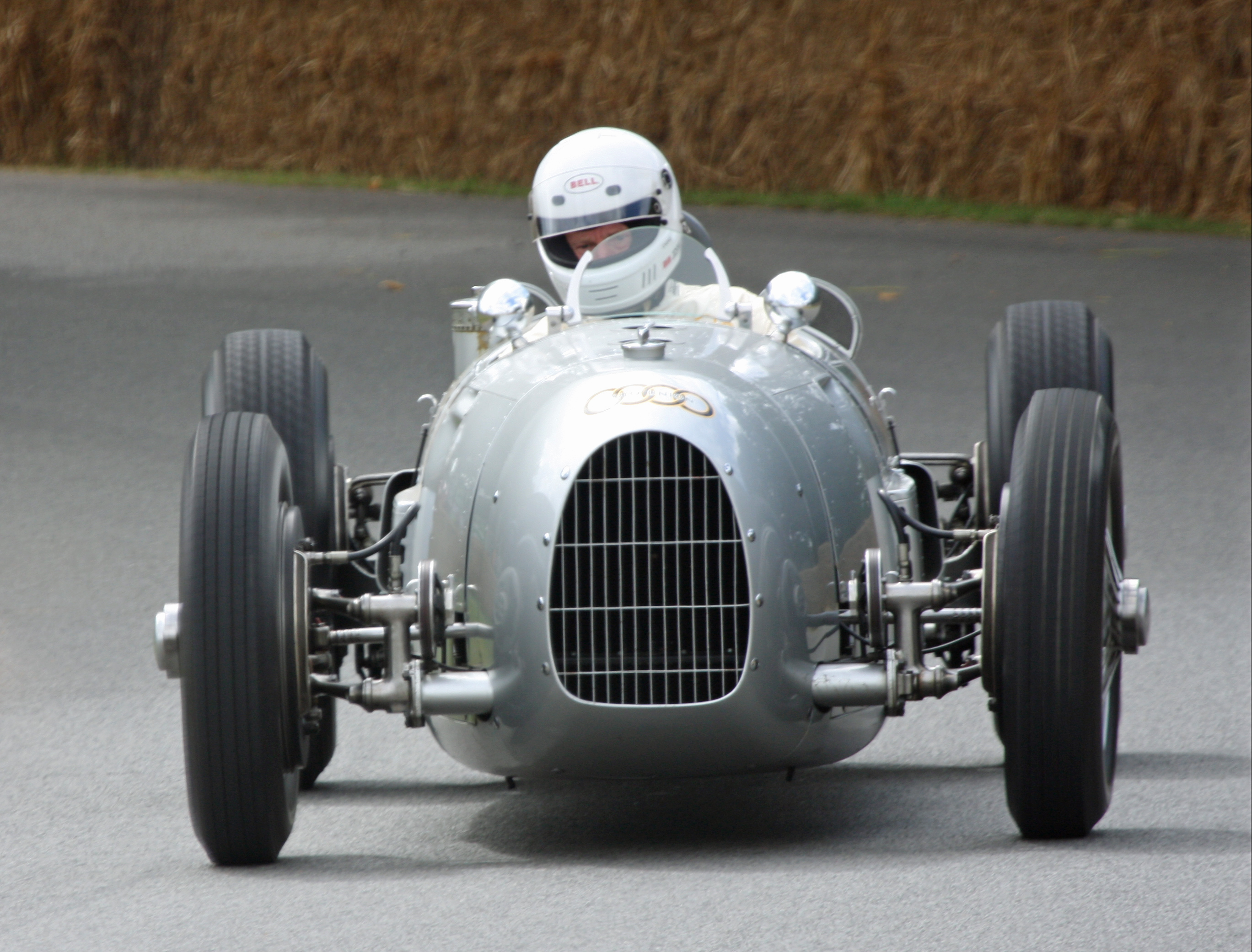
Ein Auto Union Typ A, wie ihn Burggaller 1934 pilotierte

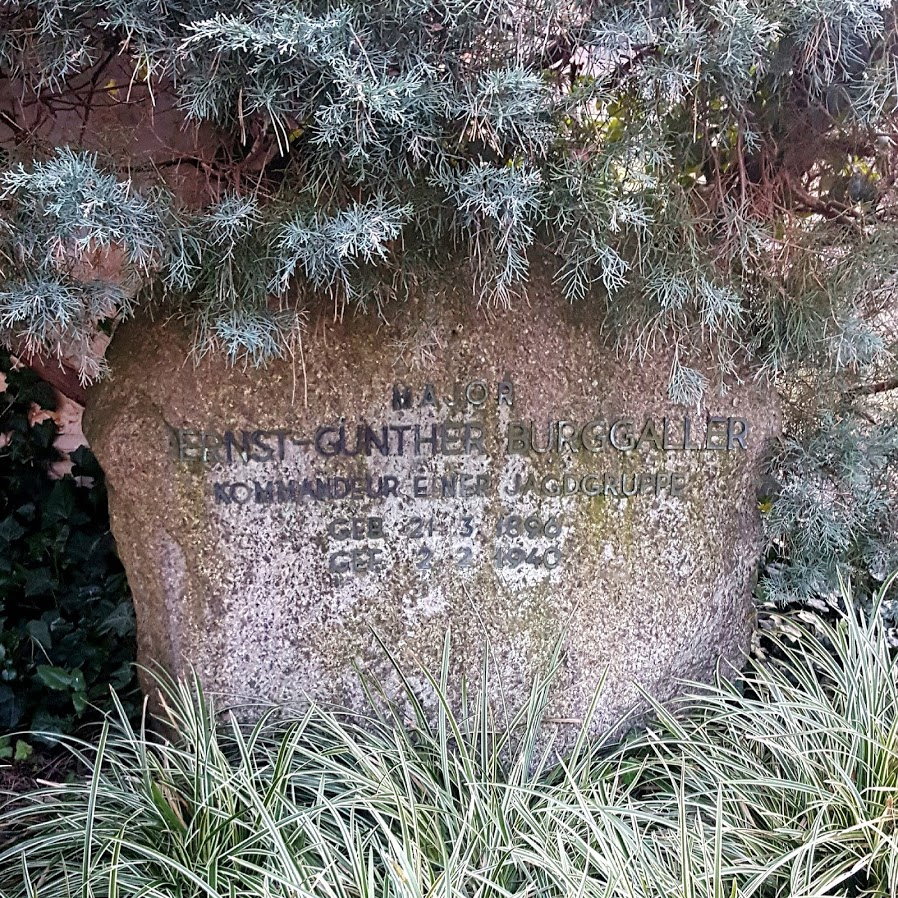
Burggallers Grab auf dem Waldfriedhof Dahlem

Ernst Günther Burggaller (* 21. März 1896 in Tillendorf, Preußen; † 2. Februar 1940 in Immenstaad am Bodensee) war ein deutscher Rennfahrer und Jagdflieger.

## Leben
Der aus Tillendorf in der Provinz Posen stammende Pastorensohn Ernst Günther Burggaller diente während des Ersten Weltkrieges bei den Luftstreitkräften des Deutschen Kaiserreiches als Jagdflieger im Jagdgeschwader 1, dem legendären Fliegenden Zirkus unter Manfred von Richthofen und pilotierte unter anderem eine Albatros D.III. Nach dem Ersten Weltkrieg eröffnete er eine Fahrschule in Berlin.
Seine Rennfahrerkarriere startete Burggaller, wie viele seiner Kollegen auch, als Motorradrennfahrer und fuhr zwischen 1922 und 1928 auf Eichler & Bachmann, A.J.S., Mabeco, BSA, Standard, Imperia und BMW insgesamt 24 Siege ein. Darunter beispielsweise das Frühjahrsrennen 1926 auf der Berliner AVUS in der 750-cm³-Klasse auf BMW.
Im Frühjahr 1927 wurden Burggaller aus der Wohnung, die er am Kurfürstendamm in Berlin zusammen mit seinem Rennfahrerkollegen Paul Köppen bewohnte, von einem Einbrecher sämtliche bis dahin gewonnenen Medaillen, Ehrenpreise usw. gestohlen.
Im Jahr 1928 wechselte Burggaller in den Automobilsport und begann auf einem Bugatti Type 37 A, mit dem er im folgenden Jahr einen Klassensieg beim Großen Preis von Deutschland 1929 auf dem Nürburgring errang. 1930 tauschte Ernst Günther Burggaller seinen Wagen gegen einen Type 35 B und bildete zusammen mit Heinrich-Joachim von Morgen und Hermann zu Leiningen eine Renngemeinschaft. Im Jahr 1932 bekam er einen neuen Type-51-A-Motor mit zwei obenliegenden Nockenwellen, den man in das Type-35-B-Fahrgestell einsetzte und den Wagen in der Folge zum Monoposto umbaute. Zwischen 1932 und 1934 war Ernst Günther Burggaller damit im In- und Ausland erfolgreich und zählte während dieser Zeit zu den deutschen Spitzenpiloten in der 1500-cm³-Klasse. Er gewann 1932 und 1933 den Großen Preis der Tschechoslowakei auf dem Masaryk-Ring; beim Eifelrennen wurde er 1933 Zweiter und 1934 Dritter, beim Avus-Rennen 1934 und in Lemberg (Ukraine) belegte er Platz zwei sowie in Bern Platz drei. Außerdem fuhr Burggaller mit einem MG in der Klasse bis 800 cm³.
Später startete Burggaller auf einem 750-cm³-Austin mit Zweitaktmotor. 1934 ging er als Vertretung für den erkrankten zu Leiningen beim Großen Preis von Deutschland auch für das Werksteam der Auto Union an den Start, kam mit den schwierig zu beherrschenden Grand-Prix-Wagen Typ A aber nicht zurecht.
In der zweiten Hälfte der 1930er-Jahre zog sich Burggaller vom Rennsport zurück und widmete sich danach zuerst seiner Fahrschule und später seinem Grundbesitz.
Im Jahr 1938 kehrte Ernst Günther Burggaller zur Fliegerei zurück. Während des Zweiten Weltkrieges diente er im Rang eines Majors in der Luftwaffe der Wehrmacht. Ab dem 26. Oktober 1939 war er Kommandeur der II. Gruppe des Jagdgeschwaders 51. Am 2. Februar 1940 berührte Burggaller mit einer Messerschmitt Bf 109 E bei einer Tiefflugübung am Kippenhorn bei Immenstaad am Bodensee den Boden. Das Flugzeug zerbarst, Ernst Günther Burggaller kam bei diesem Unglück 43-jährig ums Leben. Sein Grab befindet sich auf dem Berliner Waldfriedhof Dahlem im Abschnitt 22 B.

## Statistik

### Motorradsport
Rennsiege
| Jahr | Klasse  | Maschine | Rennen      | Strecke |
| ---- | ------- | -------- | ----------- | ------- |
| 1926 | 750 cm³ | BMW      | AVUS-Rennen | AVUS    |

### Automobilsport
Vorkriegs-Grands-Prix-Ergebnisse
| Saison | Team          | Wagen            | 1     | 2 | 3 | 4 | 5 | 6 | Punkte | Position |
| ------ | ------------- | ---------------- | ----- | - | - | - | - | - | ------ | -------- |
| 1934   | Auto Union AG | Auto Union Typ A |       |   |   |   |   |   | —      | —        |
| 1934   | Auto Union AG | Auto Union Typ A | DNF 1 |   |   |   |   |   | —      | —        |

| Legende  | Legende                                                                   | Legende                                                                   |           |
| Farbe    | Bedeutung                                                                 | Bedeutung                                                                 | EM-Punkte |
| -------- | ------------------------------------------------------------------------- | ------------------------------------------------------------------------- | --------- |
| Gold     | Sieg                                                                      | Sieg                                                                      | 1         |
| Silber   | 2. Platz                                                                  | 2. Platz                                                                  | 2         |
| Bronze   | 3. Platz                                                                  | 3. Platz                                                                  | 3         |
| Grün     | Klassifiziert, mehr als 75% der Renndistanz zurückgelegt                  | Klassifiziert, mehr als 75% der Renndistanz zurückgelegt                  | 4         |
| Blau     | nicht punkteberechtigt, zwischen 50% und 75% der Renndistanz zurückgelegt | nicht punkteberechtigt, zwischen 50% und 75% der Renndistanz zurückgelegt | 5         |
| Violett  | nicht punkteberechtigt, zwischen 25% und 50% der Renndistanz zurückgelegt | nicht punkteberechtigt, zwischen 25% und 50% der Renndistanz zurückgelegt | 6         |
| Rot      | nicht punkteberechtigt, weniger als 25% der Renndistanz zurückgelegt      | nicht punkteberechtigt, weniger als 25% der Renndistanz zurückgelegt      | 7         |
| Farbe    | Abkürzung                                                                 | Bedeutung                                                                 | EM-Punkte |
| Schwarz  | DSQ                                                                       | disqualifiziert (disqualified)                                            | 8         |
| Weiß     | DNS                                                                       | nicht gestartet (did not start)                                           | 8         |
| Weiß     | DNA                                                                       | nicht erschienen (did not arrive)                                         | 8         |
| sonstige | P/fett                                                                    | Pole-Position                                                             | 8         |
| sonstige | SR/kursiv                                                                 | Schnellste Rennrunde                                                      | 8         |
| sonstige | DNF                                                                       | Rennen nicht beendet (did not finish)                                     | 8         |

## Schriften
- mit Hans Stuck, Das Autobuch., Drei Masken Verlag, Berlin 1933.